# Nóctua
As Nóctuas constituem uma família de lagartas (mariposas) da Classe Insecta, Ordem Lepidoptera, Família Noctuidae. Nesta família também se incluem a lagarta-da-soja (Anticarsia gemmatalis), a falsa-medideira (Pseudoplusia spp), o curuquerê-do-algodão (Alabama argilacea), dentre outras.